# Jordbærsmør
|  | Denne artikel er oprettet af botten Steenthbot ud fra en ekstern database. Den kan derfor have sproglige fejl eller mangler. Denne skabelon kan fjernes efter kontrol af indholdet. |

Jordbærsmør er en dansk filmskolefilm fra 2022 instrueret af Anna van Deurs og produceret af Stephanie Johannsen.

## Handling
En datter beslutter sig for at teste sin demensramte far for at afgøre, om sygdommen er forværret. Testen går ud på at få ham til at åbne et glas med jordbærsmør. For ham er opgaven svær, ligesom en Rubiks terning er en hjernevrider. Det resultater i utålmodighed og irritabilitet, og datteren mærker for alvor frygten for en forværring af hans sygdom. Hun bliver nødt til at gribe det an med tålmodighed og forståelse. Kortfilmen er et hverdagsbillede og et hjerteskærende drama om frygt, familie og demens.